# ドラフラベース
ドラフラベース（英: DRAFLA BASE）は、広島県廿日市市にあるB.LEAGUE・広島ドラゴンフライズのクラブハウス。

## 施設
- ドラフラベース(DRAFLA BASE) : 924m2 [2]
  - コート : 792m2、バスケットコート1面☓バスケットリング6個[3][4]
  - トレーニングルーム[1][2]
  - ロッカールーム[5]
  - ラウンジ[5][2]
- ドラフラベース2(DRAFLA BASE 2) :  [6]
  - 休憩室[6]
  - 食事スペース[6]

外観は黒と朱色を基調としている。トップチームのクラブハウスに加えて、U-18以下のチームやスクールの拠点として活用する。公開練習など地域交流も考えていると公表している。また災害時には避難場所として開放するとしている。

## 背景
ドラゴンフライズのホームアリーナ広島サンプラザホールおよび事務所は広島市にあるが、チーム名（ミヤジマトンボ）・チームカラー（厳島および厳島神社）のルーツなど廿日市市とも関係がある。
2013年に誕生したドラゴンフライズは、創設当初から練習場として広島市内の2〜3カ所の体育館を借りてほぼ日替わりで点々としており、それとは別にフィジカルトレーニング施設も借りていた。そこでは選手自身が練習準備を用意・片付けをしていたことに加え、施設は他団体も使うため時間的制約があった。体のケアはトレーナーの自宅で行っていた。2019年コロナ禍初期には、それら施設が閉鎖されることもあった。
練習環境の不備は新人スカウトにも影響しており、更に2026年構造改革して発足する新B1への参入に向けて、専用練習場整備が不可欠となった（2021年時点のBリーグクラブライセンスのB1ライセンス要件ではクラブハウスの不備について明示されていないが新B1以降は不明）。そこでクラブハウス「ドラフラベース」建設を決め2021年公式発表、建築主は稲吉正樹（広島ドラゴンフライズオーナー）、廿日市市峠の農地を建設場所として起工した。
2022年11月、まずメインアリーナ棟が竣工した。総工費は約2億5千万円。同年12月から運用を始めた。2023年7月に付帯施設ドラフラベース2が完成した。

## 交通
- 広電バス佐伯線「友和学校」バス停下車、徒歩約5分

自然に囲まれたのどかな場所にあり、廿日市市立友和小学校から玖島川を挟んで南側に位置する。広島市中心部から車で約40分、広島市にあるホームアリーナや事務所から車で約30分の位置にある。